# Megaloblast
Als Megaloblasten werden ungewöhnlich große, kern- und hämoglobinhaltige Vorläuferzellen der Erythrozyten im Knochenmark bezeichnet. Sie entwickeln sich aus dem noch hämoglobinfreien Promegaloblasten. Die reifen, vergrößerten Erythrozyten werden entsprechend auch Megalozyten genannt.
Die Größe der Zellen erklärt sich durch die verringerte DNA-Syntheseleistung, was die Zellteilung verzögert, während die Produktion von RNA und zytoplasmatischen Bestandteilen normal hoch ist. Dies führt zu einer Asynchronie zwischen Kern- und Zellreifung und so zu einer relativen Größenzunahme.

## Vorkommen
Das Auftreten von Megaloblasten im Knochenmarkausstrich ist am häufigsten mit einer Folsäuremangel-Anämie oder, wie Ehrlich ab 1880 publizierte, einer Vitamin-B12-Mangel-Anämie (perniziöse Anämie) assoziiert. Beide Krankheitszustände werden darum auch unter dem Begriff „megaloblastäre Anämien“ zusammengefasst (aufgrund der i. d. R. ebenfalls vergrößert vorliegenden fertigen Erythrozyten (Makrozyten) auch als „makrozytäre Anämien“ bezeichnet).
Sie können des Weiteren noch bei myelodysplastischem Syndrom, Erythroleukämie und nach Zytostatika-Anwendung auftreten.
Physiologisch kommen sie im Rahmen der embryonalen Hämatopoiese vor, genauer sind es die Blutzellen, die in der ersten Phase (megaloblastische Hämatopoiese) im Dottersack und Körperstiel des sich entwickelnden Keims gebildet werden.